# Sandgrynnan (vid Bergögaddarna, Malax)
Sandgrynnan är en ö i Finland.   Den ligger i den ekonomiska regionen  Vasa ekonomiska region  och landskapet Österbotten, i den västra delen av landet, 400 km nordväst om huvudstaden Helsingfors.